# Joseph Wright (Ruderer, 1906)

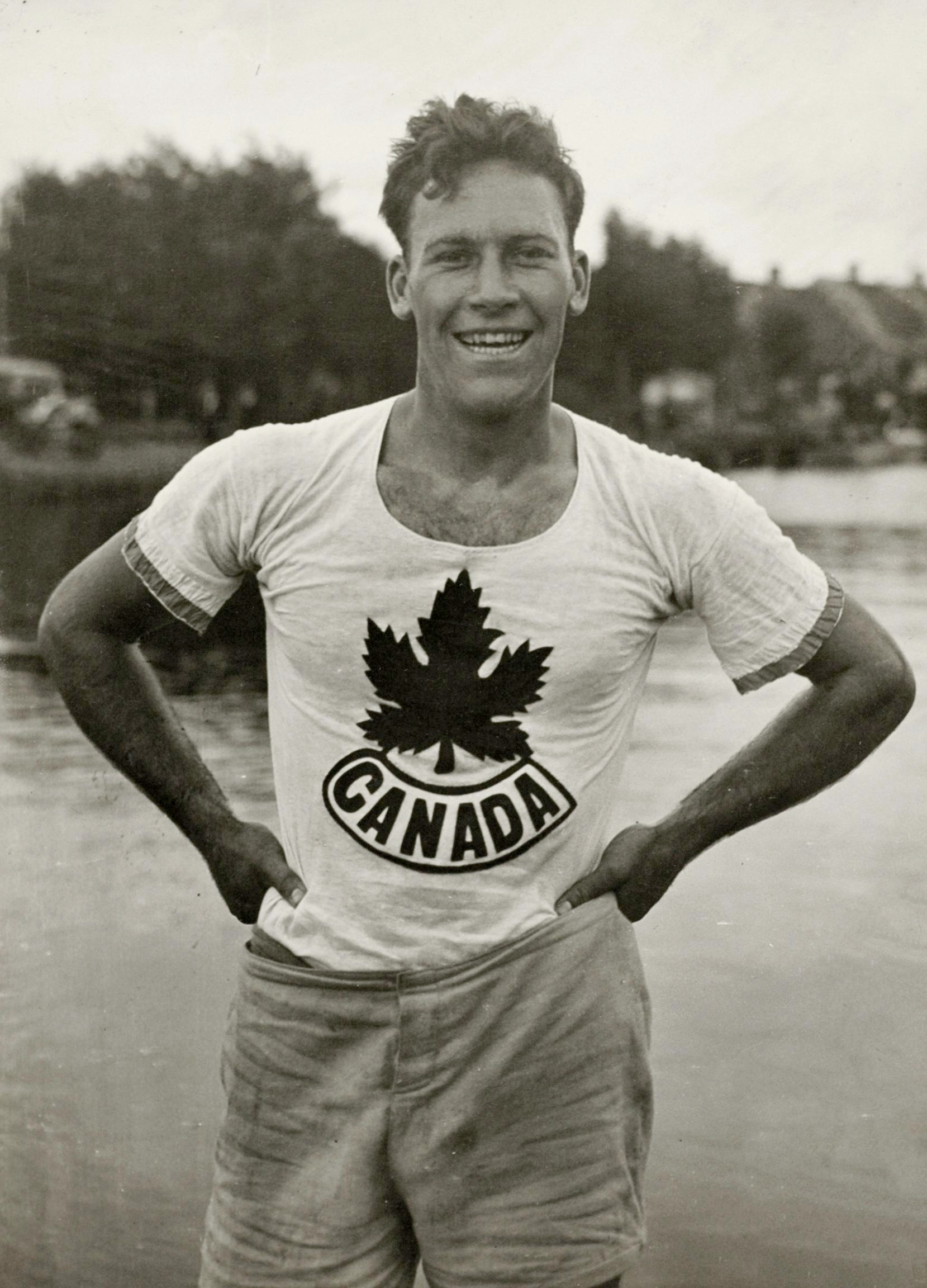
Joseph Wright (1928)

Joseph Walter Harris Wright (* 28. März 1906 in Toronto; † 7. Juni 1981 ebenda) war ein kanadischer Ruderer. 
Joseph Wright begann erst 1924 mit dem Rudersport. 1927 erreichte er im Einer das Finale bei den Diamond Sculls, dem Einer-Wettbewerb bei der Henley Royal Regatta, unterlag aber gegen Robert Lee aus Oxford. 1928 siegte dann Wright vor Lee, nachdem er im Halbfinale seinen Landsmann John Guest besiegt hatte. 
Bei den Olympischen Spielen 1928 in Amsterdam trat Wright im Einer und im Doppelzweier an. Im Einer besiegte er im Vorlauf den Niederländer Bert Gunther, im Zwischenlauf unterlag er dem Tschechen Josef Straka. Durch einen Sieg im Hoffnungslauf gegen den Italiener Michelangelo Bernasconi erreichte Wright das Viertelfinale, wo er gegen den Briten Theodore Collet verlor.
Im Doppelzweier besiegten Wright und Guest im Vorlauf das Boot aus den Niederlanden. Im Zwischenlauf unterlagen sie dem deutschen Boot mit Horst Hoeck und Gerhard Voigt. Nach einem Sieg im Hoffnungslauf über die Franzosen trafen die Kanadier im Viertelfinale erneut auf die Deutschen und siegten diesmal. Nach einem Freilos im Halbfinale unterlagen sie im Finale gegen die US-Ruderer Paul Costello und Charles McIlvaine.
1929 und 1930 trat Joseph Wright nochmals bei den Diamond Sculls an, unterlag aber 1929 gegen Bert Gunther und schied 1930 gegen den Deutschen Gerhard Boetzelen aus. Bei den Olympischen Spielen 1932 in Los Angeles erreichte Wright als einziger Teilnehmer nicht das Finale im Einer.
Neben dem Rudersport war Joseph Wright von 1924 bis 1936 auch mit den Toronto Argonauts im Canadian Football aktiv und gewann 1933 den Grey Cup, die kanadische Meisterschaft.
Joseph Wrights Vater Joseph Wright war 1904 und 1908 olympischer Medaillengewinner mit dem Achter. Joseph Wright junior heiratete 1930 die schwedische Schwimmerin Martha Norelius.